# 로버트 스미걸
로버트 스마이글(영어: Robert Smigel, 영어 발음: /'smaɪɡəl/, 1960년 2월 7일 ~ )은 미국의 희극인, 배우, 각본가이다. 새터데이 나이트 라이브 TV 펀하우스(TV Funhouse)의 카툰 작가와 욕쟁이 개그견 트라이엄프의 인형 조종사(puppeteer)로 잘 알려져있다. 몬스터 호텔 시리즈와 《조한》 (2008) 등 애덤 샌들러의 영화에서 공동 작업을 맡았다.